# Alfred Redl
Alfred Viktor Redl (14. března 1864 Lvov – 25. května 1913 Vídeň) byl rakousko-uherský vysoce postavený důstojník a zároveň ruský špión.

## Život
Otec Alfreda Redla byl hlavní drážní inspektor ve Lvově. Po maturitě Alfred Redl vstoupil do vojenské školy (kadetky) v Brně-Králově Poli. Po absolvenci následoval Redlův rychlý postup, poněvadž disponoval vynikajícími organizačními schopnostmi, byl výtečným vojákem a hovořil šesti jazyky. V roce 1900 byl jmenován zástupcem náčelníka Vyzvědačského úřadu – Kundschaftstelle (KS). Zde zaváděl některé nové metody potřebné pro odhalování cizích špionů např. používání otisků prstů, fotografické dokumentace o podezřelých a odposlechy. Od roku 1912 byl náčelníkem štábu 8. armádního sboru v Praze.
Ačkoli byl vynikajícím vojákem a v rakousko-uherské armádě ho čekala slibná budoucnost, konal od roku 1905 činnost, o které se jeho nadřízení nesměli dozvědět, tehdy se totiž Redl stal ruským špiónem. Rusové totiž odhalili jeho největší slabinu – homosexualitu. Kdyby vyšlo najevo, že je homosexuál, jeho kariéra by přišla vniveč a nenašel by žádné další uplatnění, nehledě na společenské znemožnění. Rusům se navíc hodil Redlův postup do vyšších funkcí. Redl nejprve Rusům předával jména rakousko-uherských agentů působících na území carského Ruska, šifrovací systémy, plány pevností a další nejrůznější projekty. V roce 1908 upozornil carskou říši na anexi Bosny a Hercegoviny, což vedlo ke spojenectví Ruska a Srbska. Navíc Rusům předával útočné plány Rakouska-Uherska zaměřené právě proti východnímu carství. Tím značně ovlivnil začátek 1. světové války. Později vyšlo najevo, že nebyl ve spojení jen s ruskou špionáží, ale pracoval i pro špionážní služby Francie a Itálie, navíc byl ve spojení s Apisem, což byla přezdívka srbského nacionalisty Dragutina Dimitrijeviće, velitele teroristické organizace Černá ruka.
Velení rakousko-uherské armády tušilo, že nepřítel útočné plány Rakousko-Uherska zná. K odhalení Redla jim pomohla šťastná náhoda. Při kontrole dopisů objevili zásilky, ve kterých byly bez vysvětlení vyšší finanční obnosy. Obě byly adresovány jistému Nikonu Nicetasovi, háček byl v tom, že nikdo takového jména neexistoval. A tak policie nastražila na adresáta lest. U okénka, kde se vydávaly zprávy a dopisy, instalovali tlačítko, které mělo upozornit detektivy, že si někdo přišel vyzvednout zásilky účtované panu Nicetasovi, k čemuž došlo 24. května 1913. Detektivové adresáta vystopovali až do hotelu Klomser, kde odhalili, že je to s největší pravděpodobností důstojník rakousko-uherské armády Alfred Redl. Po zjištění, že jeden z nejlepších důstojníků armády je zrádcem, se v nejužším kruhu velení rozhodlo, že nesmí být pošpiněna čest armády, aféra se ututlá a Redl bude donucen k sebevraždě. Pozdě v noci téhož dne k Redlovu pokoji v hotelu Klomser dorazila čtveřice důstojníků, kterým se plukovník Redl  nakonec přiznal ke zradě. Jeden člen kvarteta mu předal pistoli a všichni odešli. Dne 25. května 1913 našel ráno hotelový personál důstojníkovu mrtvolu.

## V kultuře
Životním příběhem Alfreda Redla se volně inspiroval britský dramatik John Osborne při psaní provokativní hry Můj vlastenec (A Patriot for Me, 1965). Z té pak o dvě desetiletí později vycházel maďarský režisér István Szabó, který natočil koprodukční filmové konspirační drama Plukovník Redl (1985).